# Larchzieh’n
Das Larchziehen, auch Larchzieh’n oder Larchziehn, in Umhausen stellt für das Ötztal den Höhepunkt der Fastnachtszeit dar. Das Larch-, Block- oder Blochziehn wurde bis ins frühe 20. Jahrhundert in vielen Gemeinden des Tiroler Oberlandes ausgeübt. Das Larchzieh’n ist ein Burschenbrauch, dessen Träger ausschließlich unverheiratete Männer sind. Das Larchzieh’n fand bis in die 1960er Jahre nur dann statt, wenn kein Junggeselle im Ort geheiratet hatte. Seit 1996 findet das Larchziehen im vier- bis fünfjährigen Abstand (1996, 2000, 2005, 2010, 2015, 2020, 2025) statt. Das letzte Larchziehen fand am 16. Februar 2025 statt. Das nächste Larchziehen wird voraussichtlich 2030 durchgeführt werden.

## Historische Entwicklung
Das Larch- und Blochziehen zählt zu den ältesten Fastnachtsbräuchen im europäischen Raum. Die frühesten Aufzeichnungen über Fastnachtstreiben im Allgemeinen datieren vom Anfang des 13. Jahrhunderts. In der Zeit zwischen 1200 und 1400 zeigt sich anhand der historischen Aufzeichnungen, dass das Treiben im Wesentlichen noch ungeordnet verlief. Erst im 14. bzw. 16. Jahrhundert ging man dazu über, einzelne Elemente in geordneter Form darzubieten. Die Grundlage dieser so genannten Schaubräuche mit aktiven Beteiligten und Zuschauern bildete dabei der Festumzug. Ab ca. 1450 gibt es zahlreiche Quellen, die davon berichten. Der Hintergrund dieses Brauches besteht darin, die ledigen, sich aber im heiratsfähigen Alter befindlichen Leute des Ortes zu verhöhnen. Ungewollte Träger dieses Brauches waren aber fast ausschließlich die ledigen Mädchen und Jungfern. Die betroffenen Mädchen wurden vor einem Bloch (einem entästeten Baum, meist eine Zirbe oder Lärche) gespannt und mussten unter dem spöttischen Gejohle des Dorfes diesen durch den Ort ziehen. Den frühesten Beleg für Tirol findet man im Rechnungsbuch Herzog Sigismunds des Münzreichen aus dem Jahr 1460. In den Dörfern kannte man in der Frühzeit dieses Brauches noch keinen eigenen Festumzug, der die Blochziehenden begleitete. Der Bloch alleine wurde zum Gaudium des Publikums durch den Ort gezogen. Erst in späterer Zeit hat sich das ungeordnete Treiben zu einer geordneten Brauchtumsveranstaltung in Form eines Festumzuges entwickelt.
Es finden sich in historischen Texten auch genaue Angaben, zu welchem Termin das Blochzieh’n früher stattfand: Am Aschermittwoch. Dieser Termin verweist auf den eigentlichen Hintergrund dieses Brauchs, das Heiraten. Die Fasnachtszeit zählte zu den beliebtesten Heiratsterminen. Mit dem Ende der Fastnacht beginnt die reglementierte Fastenzeit, wo man nicht nur fleischliche Nahrungsmittel meiden, sondern sich auch sexuell enthalten sollte. Es verwundert also nicht, dass man den Brauch des Blochziehns am ersten Tag der Fastenzeit ausübte, die bis dahin bestandene Möglichkeit sich zu verehelichen, war vergangen.

## Ablauf und Hochzeit
Der Brauch des Larchzieh'ns in Umhausen steht in seiner Ausgestaltung im Zeichen des Heiratsverhaltens. Begleitet wird der Larch von Festwägen und vom Sterzingermoos-Festwagen. Die Vermählung des Hochzeitspaares (Buebenhochzeit) am Festplatz folgt einer langen Tradition im Rahmen des europäischen Fastnachtens. Untrennbar mit dem Brautpaar ist die Plünderfuhr verbunden. Die Ausstattung der Braut, also die Mitgift, hat man früher auf einem eigenen Wagen vom Haus der Braut zum zukünftigen Ehemann geführt. Es war wichtig, öffentlich zu zeigen, was die Braut in die Ehe mitbringt – und so hat man auch die schönsten Stücke möglichst gut sichtbar am Wagen befestigt.
Ein wichtiger Bestandteil dieser Fasnacht in Umhausen ist auch das Rügegericht, das dorfinterne Begebenheiten und Zustände öffentlich macht. Denn gerade die närrische Fastnacht erlaubt bzw. fordert es geradezu, ironische Seitenhiebe innerhalb der Dorfgemeinschaft auszuteilen und sarkastisch über das Fehlverhalten der Mitbewohner zu lachen. Auch der Wagen mit dem „Sterzingermoos“ darf beim Umzug in Umhausen nicht fehlen. Das Sterzinger Moos war vor der Austrocknung im Jahr 1877 eine sehr sumpfige Gegend, wo nach der Volkszählung alle ledigen Jungfern hin mussten, um für ihre eheliche Entsagung zu büßen.
Aber auch die heiratsunwilligen Junggesellen wurden in der Volkserzählung kritisiert und ebenso wie die Frauen an einen tristen Ort verbannt. Die Männer sollten für ihr Ledigsein auf einem Berg nahe dem Sterzinger Moos büßen. Dort sollten sie, gleich wie die eheunwilligen Frauen, völlig unnütze Tätigkeiten verrichten, z. B. Fürze klieben (spalten), Felsen abreiben oder Wolken schieben.
Wichtig beim Burschenbrauch des Larchzieh'ns  ist, dass der Baumstamm von den ausschließlich ledigen Burschen ohne Unterbrechung, also in einem Zug, durch den Ort gezogen wird. Die anschließende Versteigerung umfasst nicht nur den symbolischen Larch (Lärchen „Lerchen“), sondern auch anderes Holz, das von Agrargemeinschaften, Firmen und Privaten zur Verfügung gestellt wird.

## Vergleichbare Veranstaltungen
Das Larchziehen ist vergleichbar mit dem Fasnachtsbrauch des Blochziehens in Fiss. Ähnliche Fastnachtsbräuche im Tiroler Oberland sind das Schellerlaufen in Nassereith, das Schemenlaufen in Imst und das Telfer Schleicherlaufen.

## Bilder

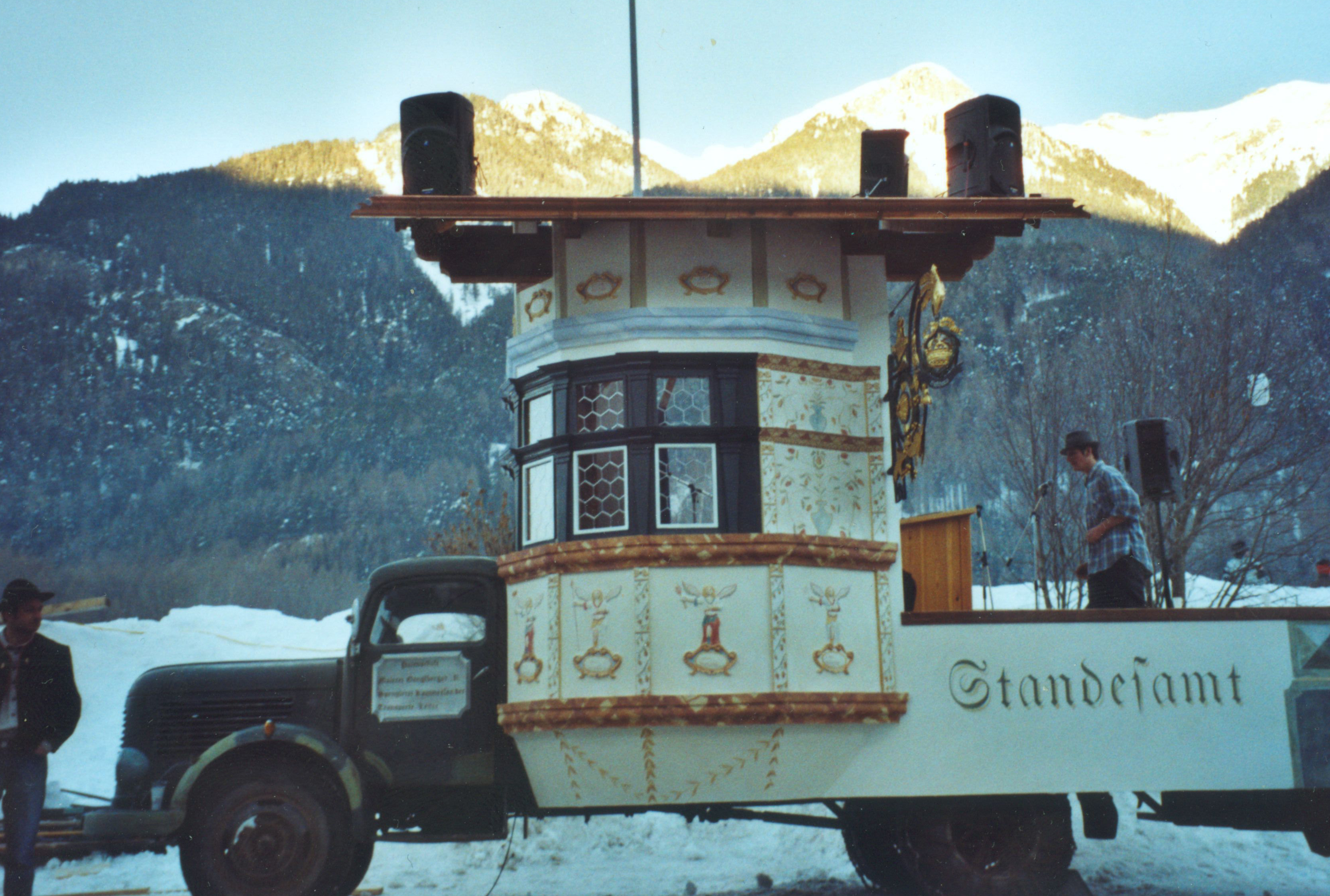
Larchzieh’n Wagen 2005
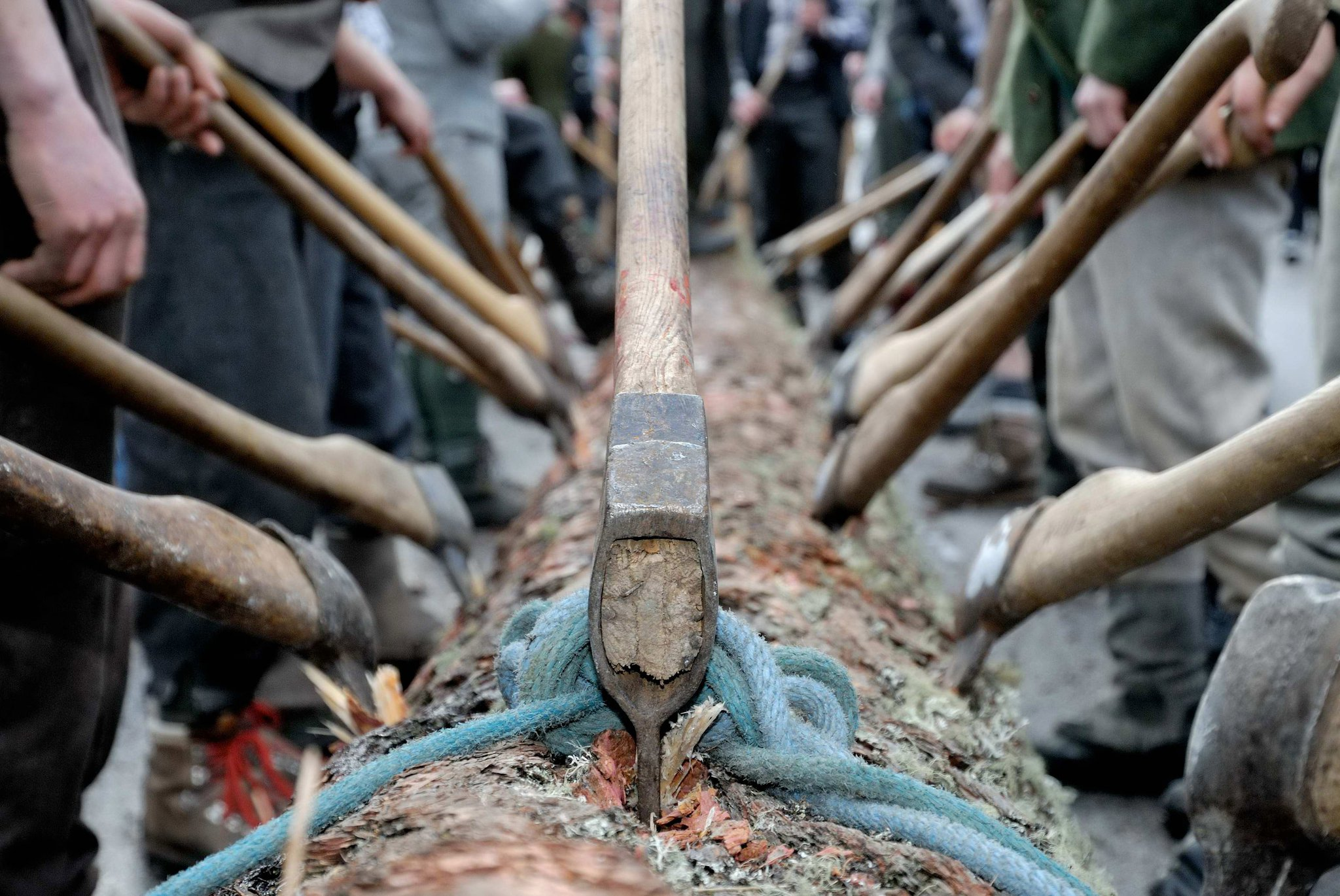
Larchzieh’n 2010
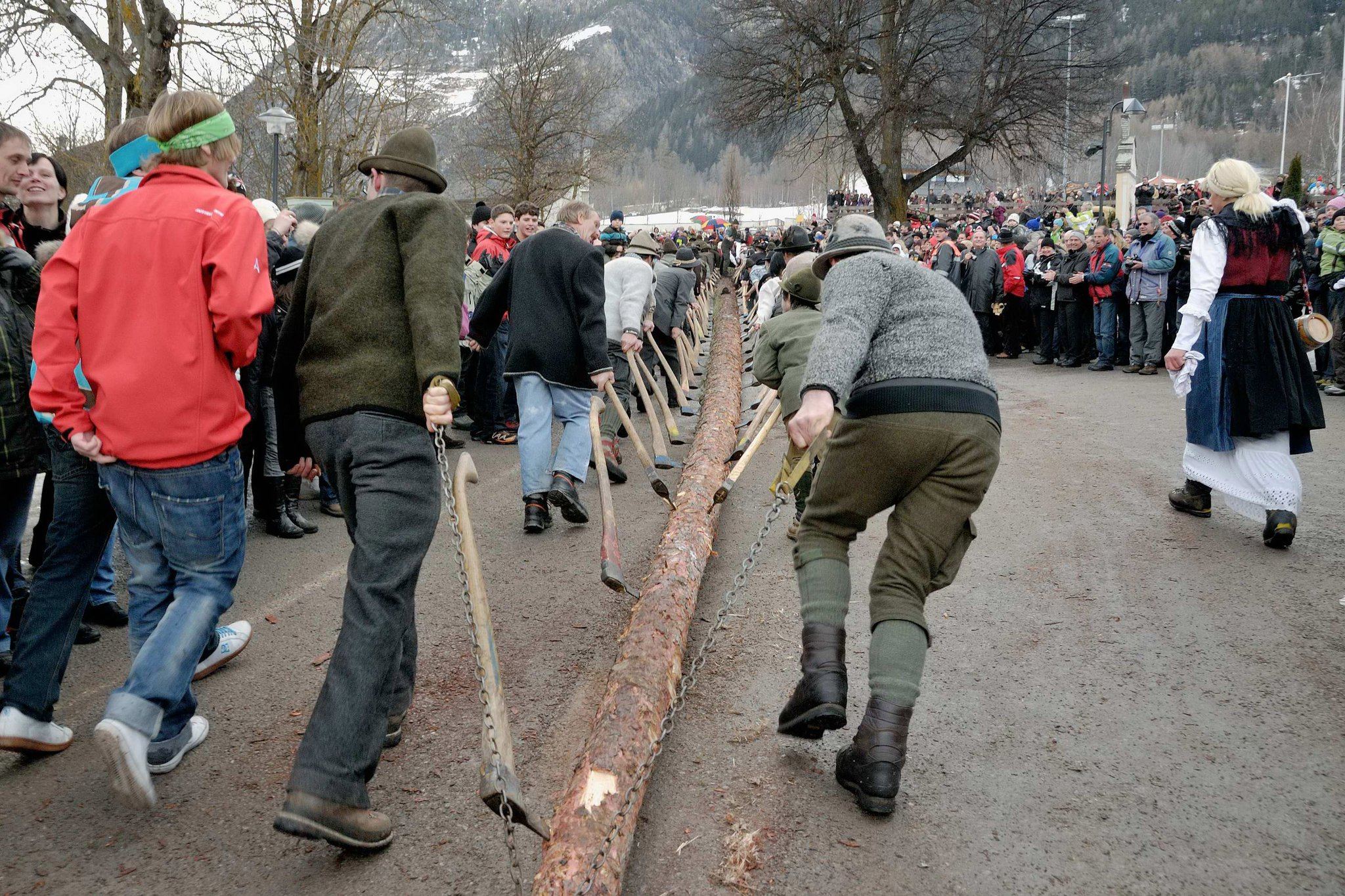
Larchzieh’n 2010
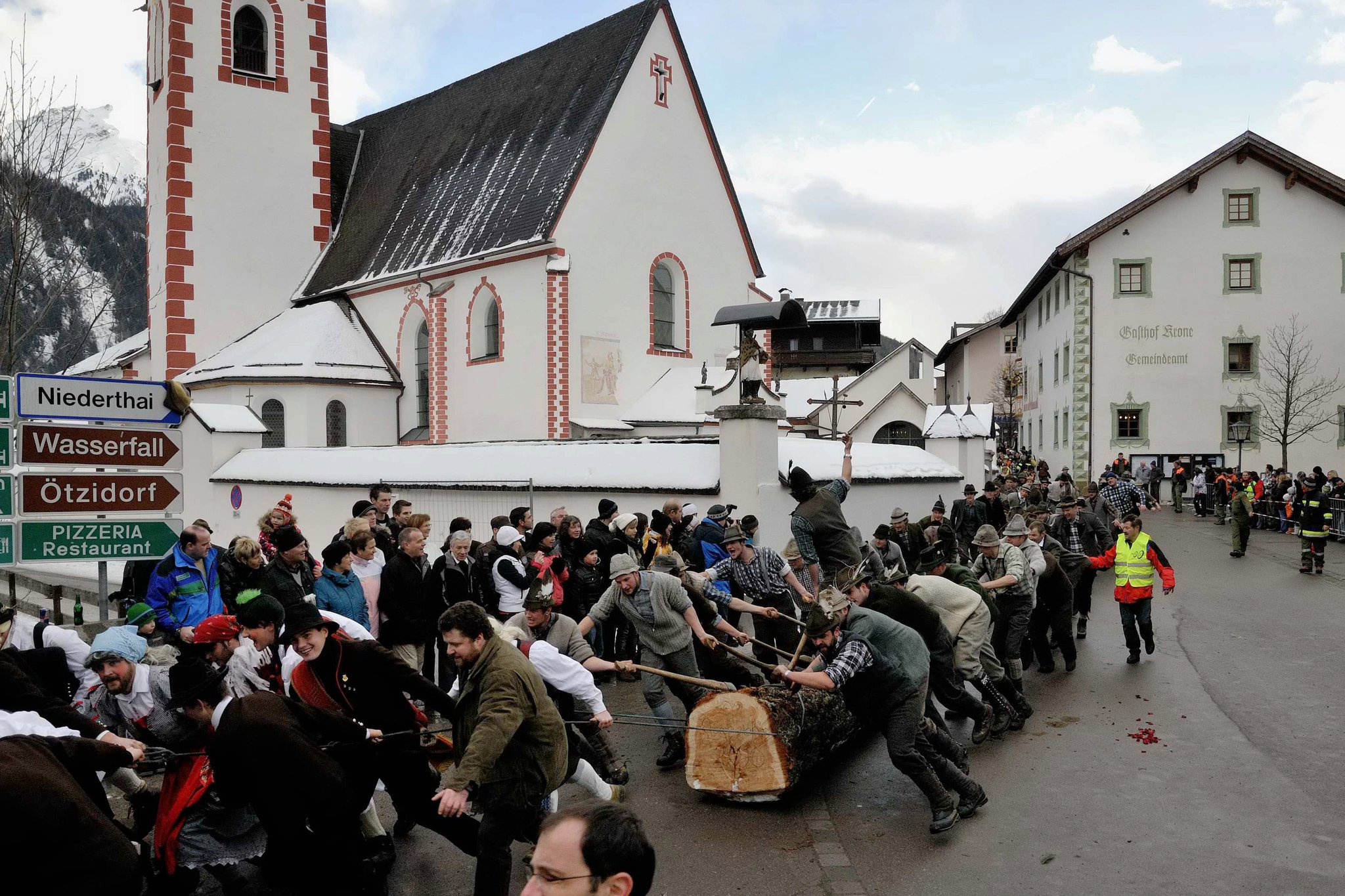
Larchzieh’n 2010
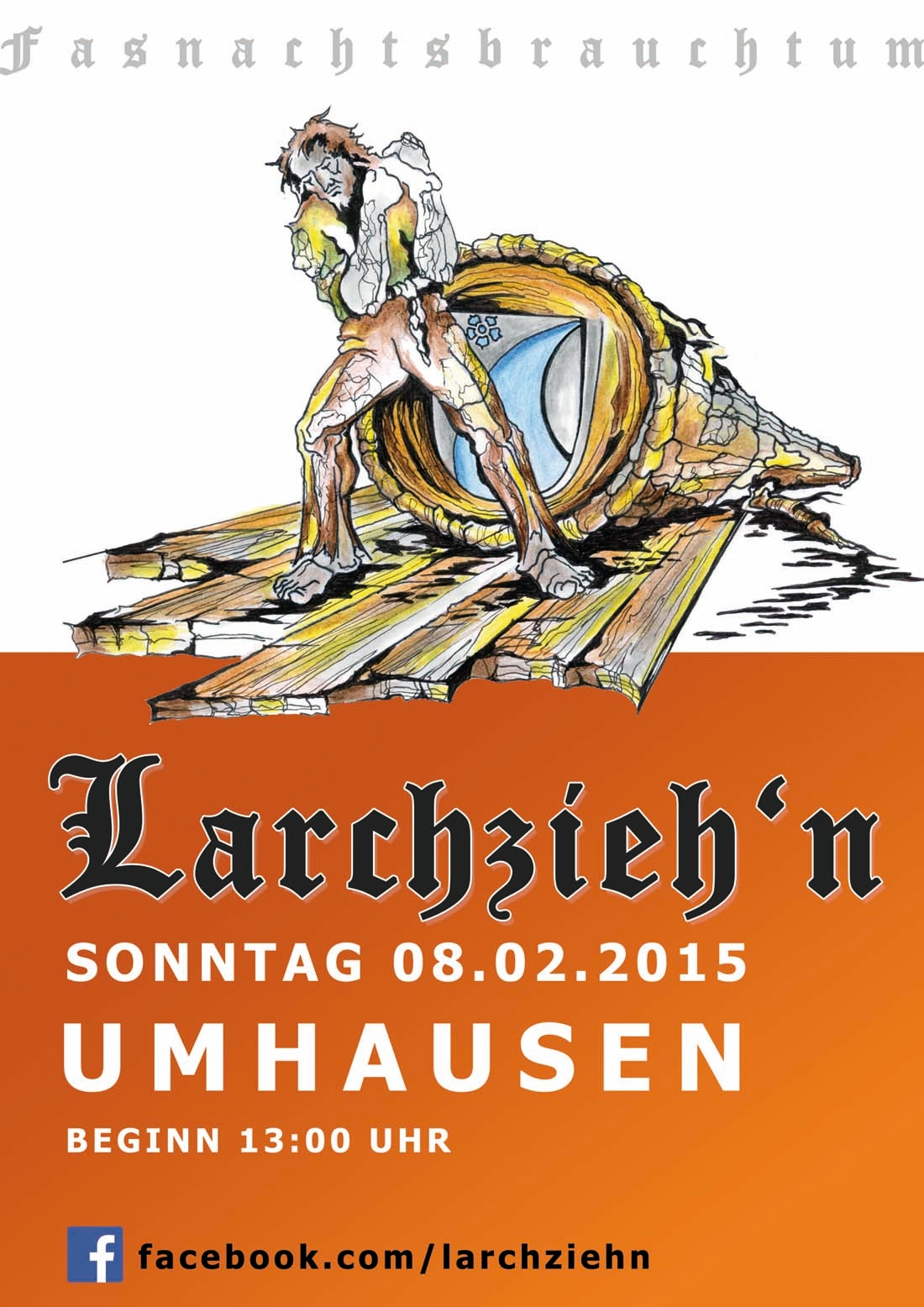
Larchzieh’n Offizielles Plakat 2015